# Hamilton House (Prestonpans)

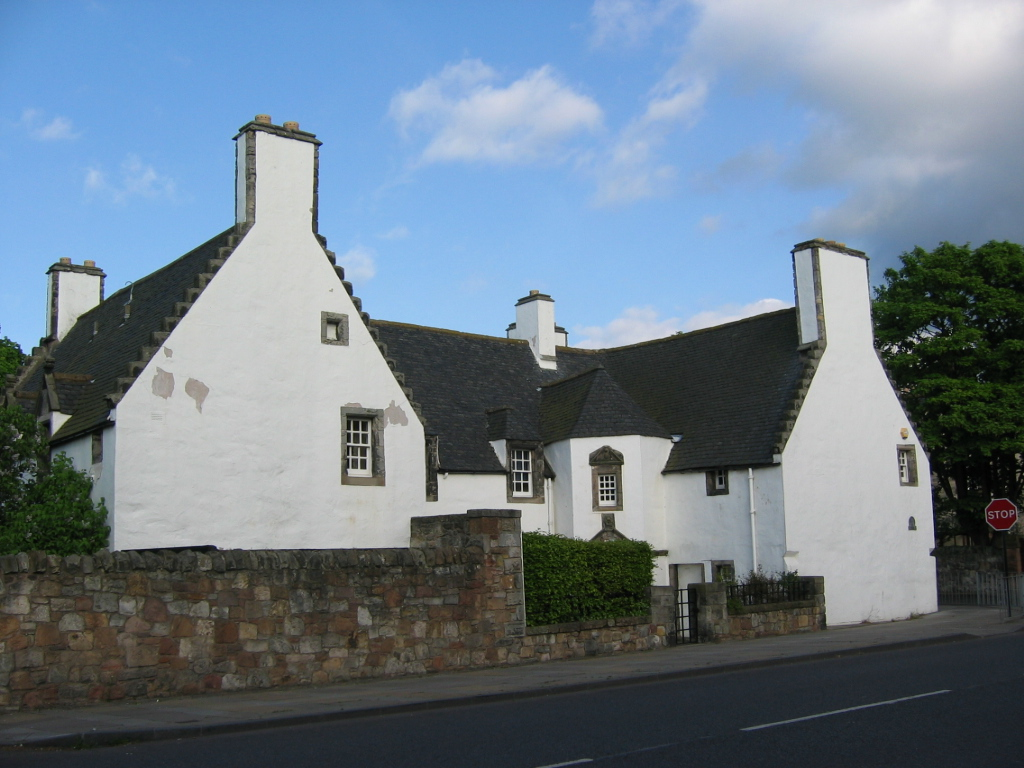
Hamilton House

Hamilton House, auch Magdalens’ House, ist ein Herrenhaus in der schottischen Stadt Prestonpans in der Council Area East Lothian. 1971 wurde das Bauwerk in die schottischen Denkmallisten in der höchsten Kategorie A aufgenommen.

## Geschichte
Bauherr des Herrenhauses ist der Laird John Hamilton, Bruder von Thomas Hamilton, 1. Earl of Haddington. Hamilton ließ das Haus im Jahre 1628 als Ersatz für den aus dem 15. Jahrhundert stammenden Preston Tower erbauen. Ursprünglich wies das Gebäude einen L-förmigen Grundriss auf, der jedoch zu einer U-Form erweitert wurde. Im Jahre 1805 wurde das Herrenhaus als Kaserne genutzt. Seit 1937 gehört es zum Besitz des National Trust for Scotland und wurde restauriert.

## Beschreibung
Hamilton House liegt an der Einmündung der West Loan in die Preston Road im Süden von Prestonpans. Das Mauerwerk des einstöckigen Herrenhauses ist mit Harl verputzt und gekalkt, wobei die teils profilierten Faschen ausgespart sind. Im rechten Innenwinkel an der westexponierten Frontseite tritt ein Turm mit quadratischem Grundriss und Pyramidendach hervor. Dort befindet sich das zweiflüglige Eingangsportal mit profilierter Einfassung und abschließendem Gurtgesims. Ein ornamentierter Dreiecksgiebel mit Wappenplatte bekrönt die Tür. Ein weiterer Dreiecksgiebel mit der Inschrift „Praised be the Lord My Strength and My Redeemer“ umgeben von einem Zeigefinger, Cherubim und einer Distel bekrönt das darüberliegende Fenster. Im linken Innenwinkel kragt ein Erker aus. Zwischen beiden Türmen sind zwei Lukarnen symmetrisch angeordnet.
Die Giebelflächen der drei Lukarnen an der Südseite sind mit Wappen sowie den Initialen IH (John Hamilton) und KS (Katherine Simpson) gestaltet. Der rückseitige Eingang schließt mit einem Rundbogen. Die Dächer sind mit grauem Schiefer gedeckt. Die abschließenden Giebel sind als Stufengiebel gearbeitet. Bei den verbauten Fenstern handelt es sich vorwiegend um zwölfteilige Sprossenfenster.